# Daniel Mithoff
Daniel Mithoff, auch latinisiert Mithobius oder Mithobius von Mithofen (* 19. Juli 1595 in Hannover; † 1673), war ein lauenburgischer Jurist, Rat und Kanzler mehrerer Herzöge.
Sein Porträt von Jürgen Ovens befindet sich im Herzog Anton Ulrich-Museum in Braunschweig.

## Leben
Daniel Mithoff war einer von drei Söhnen des Juristen Hector Mithobius (1561–1647), Rat des Herzogs Franz II. von Lauenburg, und dessen Frau Dorothea Bökel (1567–1625), Tochter des Johann Bökel. Er wurde 1618 in Tübingen zum Dr. iur. promoviert.
1621 wurde er Rat und Archivar des Herzogs August von Lauenburg. 1627 wurde er von diesem entlassen und führte später gemeinsam mit seinem Vater einen Prozess gegen ihn vor dem Reichskammergericht.
1628 trat er eine Stellung als Rat König Gustav Adolfs von Schweden an, für den er bis 1632 tätig war. Er übte die Funktion eines Kommissars für Magdeburg-Halberstadt aus. Später wurde er Rat des Prinzen Franz Julius und des Herzogs Julius Heinrich von Lauenburg und war von 1635 bis 1648 Kanzler des letzteren. Für den Herzog leitete er 1642 einen Prozess wegen eines „berühmten mantuanischen (braunschweiger) Onyx-Alabastrons“.
1639 erhob Kaiser Ferdinand III. ihn mit seinem Vater und seinen beiden Brüdern Hector III. (1600–1655), Superintendent in Ratzeburg, und Franz Burchard (1603–1648) in den erblichen Adelsstand unter dem Namen „Mithobius von Mithoffen“. Er trug zudem den Titel eines Hofpfalzgrafen und Reichsritters.
Seit 1642 lebte er in Hamburg als „alter lauenburgischer Kanzler“. 1659 ging er nach Schwerin, wo er 1661/62 als Rath und Kanzler in den Dienst des Herzogs Christian Louis trat, aber sofort unter dem Vorwurf von Eigenmächtigkeiten wieder entlassen wurde.

## Familie
Einer seiner Söhne, Hector IV. Johann von Mithoff (* 1623 in Lüneburg; † 1681 in Quedlinburg), war von 1656 bis 1669 Kanzler der Äbtissin von Quedlinburg und seit 1658 auch gräflich-stolbergischer Rat.

## Schriften (Auswahl)
- Kurtzer Historischer Bericht wie die Vorfahren hochlöblichen Andenkens ietziger noch lebender Hzge zu Sachsen, Engern und Westphalen, um die sächsische Chur=Gerechtigkeit gekommen und sie selber bis dato davon noch abgehalten worden (...), 1629[4]
- Geschlechts=Taffel: (...) Herren Herzogen zu Sachsen/Engern und Westphalen, 1636[5]